# 德勒比绍
德勒比绍（德語：Dröbischau，發音：[ˈdʁøːbɪʃaʊ]）是德国图林根州萨尔费尔德-鲁多尔施塔特县曾经的一个市镇，面积4.64平方千米，2017年12月31日人口为409人。2019年1月1日，德勒比绍与市镇奥伯海恩并入市镇柯尼希塞。